# Face2Face
Face2Face è il quinto album in studio del cantautore statunitense Babyface, pubblicato nel 2001.

## Tracce
1. Outside In/Inside Out (Mike City, Kenneth Edmonds) – 3:16
2. There She Goes (Kenneth Edmonds, Chad Hugo, Pharrell Williams) – 4:31
3. What If (Kenneth Edmonds) – 4:07
4. Stressed Out (Kenneth Edmonds, Chad Hugo, Pharrell Williams) – 3:35
5. Baby's Mama (featuring Snoop Dogg) (Calvin Broadus, Kenneth Edmonds, Dorsey Wesley, Damon Thomas) – 3:55
6. How Can U Be Down (Kenneth Edmonds) – 4:41
7. Work It Out (Kenneth Edmonds, Tim Kelley, Bob Robinson) – 4:11
8. I Keep Callin' (Kenneth Edmonds, Heavy D, Brion James, Anthony Nance) – 4:29
9. With Him (Kenneth Edmonds) – 4:45
10. Wish U Was My Girl (Jason Edmonds, Kenneth Edmonds) – 4:02
11. U Should Know (Jason Edmonds, Kenneth Edmonds) – 3:52
12. Don't Take It So Personal (Kenneth Edmonds, Brion James, Anthony Nance) – 3:43
13. Still in Love With U (Jason Edmonds, Kenneth Edmonds) – 4:00
14. Lover and Friend (Anthony "Buckwild" Best, Jason Edmonds, Kenneth Edmonds) – 5:51